# Merpas
Merpas is een bestuurslaag in het regentschap Kaur van de provincie Bengkulu, Indonesië. Merpas telt 1921 inwoners (volkstelling 2010).